# Šin’ja Jamanaka
Šin’ja Jamanaka (japonsky 山中 伸弥, Šin’ja Jamanaka; * 4. září 1962 Higašiósaka, prefektura Ósaka) je japonský lékař a vědec, věnující se výzkumu kmenových buněk. K roku 2012 působil na postech ředitele Výzkumného centra iPS buněk a aplikací a univerzitního profesora Institutu nových metod lékařských věd Kjótské univerzity. Kromě toho pracuje v sanfranciské pobočce Institutu J. Davida Gladstona a je profesorem anatomie na Kalifornské univerzitě v San Franciscu. Zastává také funkci prezidenta Mezinárodní společnosti pro výzkum kmenových buněk (International Society for Stem Cell Research; ISSCR).
V roce 2011 obdržel spolu s Rudolfem Jaenischem Wolfovu cenu za lékařství a roku 2012 s Linusem Torvaldsem Millennium Technology Prize, aby se následně po boku britského biologa Johna B. Gurdona stal laureátem Nobelovy ceny za fyziologii nebo lékařství, když byl oceněn za objev schopnosti návratu specializovaných buněk zpět (reprogramování) do stádia pluripotentní kmenové buňky.

## Vzdělání a kariéra

### Studium
Po ukončení střední školy (Tennōji High School) nastoupil ke studiu lékařství na Ósacké univerzitě (japonsky 大阪教育大学, Ósaka kjóiku Daigaku). Promoval v roce 1987 na Kóbské univerzitě a postgraduální stupeň vzdělání (1993, Ph.D.) získal na Ósacké městské univerzitě (japonsky 大阪市立大学, Ósaka širicu Daigaku).

### Profesní kariéra
V letech 1987–1989 stážoval na ortopedické klinice Národní ósacké nemocnice, ale obor ortopedie opustil. V období 1993–1996 uskutečnil postdoktorální pobyt na Gladstonově institutu kardiovaskulárních onemocnění v kalifornském San Franciscu. Další tři roky 1996–1999 strávil jako odborný asistent na Lékařské fakultě Ósacké univerzity, kde také dohlížel na laboratorní výzkum na myších, bez aktivnějšího vědeckého působení.
Jeho manželka mu doporučila dráhu praktického lékaře, on se však rozhodl pro vědeckou kariéru na Institutu vědy a technologie v Naře (奈良先端科学技術大学院大学 Nara sentankagaku Gidžucu daigakuin Daigaku). Mezi lety 1999–2003 v něm pracoval jako docent a zahájil výzkum v oblasti kmenových buněk, který mu později vynesl Nobelovu cenu. V období 2003–2005 působil v roli řádného profesora a mezi roky 2004–2010 působil ve stejné funkci na Institutu nových metod lékařských věd Kjótské univerzity. K roku 2012 zastával post ředitele a profesora ve Výzkumném centru iPS buněk a aplikací Kjótské univerzity.

### Buňky iPS
V roce 2006 se svým týmem vyprodukoval – vložením genů kódujících transkripční faktory do fibroblastů dospělé myši –, nový typ kmenových buněk, tzv. indukované pluripotentní kmenové buňky (iPS cells; induced pluripotent stem cell). Buňky ve svém chování vykazují značnou míru shody s embryonálními kmenovými buňkami (ESC; embryonic stem cell), a představují tak in vitro masu, kterou obsahuje blastocysta 4 až 5 dnů po oplodnění. Skupina prokázala, že iPS buňky mají schopnost pluripotence, tj. mohou z nich v průběhu diferenciace vzniknout specializované linie buněčných tkání.
Objev byl publikován v roce 2006 časopisem Cell. Následujícího roku 2007 se Jamanakově laboratoři, opět jako první na světě, podařilo vyprodukovat iPS buňky také z fibroblastů dospělého člověka. Klíčovým rozdílem od pokusu na myších bylo použití mnoha transkripčních faktorů najednou namísto procesu transfekce jednoho transkripčního faktoru najeden experiment. Skupina začala testovat 24 transkripčních faktorů, které hrají důležitou roli v embryonálním vývoji. Nakonec zbyly pouhé čtyři transkripční faktory – Sox2, Oct4, Klf4 a c-Myc, kterými lze již diferencovanou buňku přeprogramovat do indukované pluripotentní kmenové buňky, a umožnit jí tak následnou přeměnu na jiný buněčný typ.

## Ocenění
- 2007 – Asahi Prize
- 2007 – Meyenburgova cena za výzkum rakoviny[10][11]
- 2008 – Jamazaki-Teijčiho cena v biologických vědách a technologii
- 2008 – Cena Roberta Kocha
- 2008 – Čestná medaile (s purpurovou stužkou), Japonsko
- 2008 – Shawova cena ve vědě o životě a lékařství[12][13][14]
- 2008 – Pamětní medaile Sankyo Takamineho[15]
- 2009 – Cena Lewise S. Rosenstiela za významný přínos v základním lékařskému výzkumu[16]
- 2009 – Cena Gairdnerovy mezinárodní nadace[17]
- 2009 – Cena Alberta Laskera za základní lékařský výzkum
- 2010 – Cena Nadace March of Dimes, vývojová biologie
- 2010 – Kjótská cena v biotechnologii a lékařské technologii
- 2010 – Balzanova cena v biologii
- 2010 – Cena Člověk kultury
- 2010 – Cena nových obzorů vědění nadace BBVA, kategorie biomedicína[18]
- 2011 – Cena lékařského centra v Albany, biomedicína
- 2011 – Wolfova cena za lékařství
- 2011 – Mezinárodní cena krále Fajsala
- 2011 – McEwenova cena za inovaci
- 2012 – Millennium Technology Prize
- 2012 – člen Národní akademie věd Spojených států[19]
- 2012 – Nobelova cena za lékařství nebo fyziologii[5]
- 2012 – Řád kultury
- 2013 – Průlomová cena ve vědách o životě